# Kovaydin Vastarinta
Kovaydin Vastarinta (doslovno prevedeno "Hardcore Otpor") je finski glazbeni pokret koji ima cilj obogaćivanja finske hardcore techno scene promičući raznoliki hardcore lokalnom slušateljstvu. Pokret je započeo 2005., a započeli su ga Zutsuu i sudionici iz raznih dijelova Finske koji su pristupili još od samoga početka. Osim djelovanja kao mrežna producentska kuća, također se uključuju organiziranje zabava i finska hardcore mrežna zajednica. Od 2005. do 2007. finski izvođači su na web stranici objavljivali besplatne pjesme. Od 2009. pokret je visoko postavio svoje standarde kvalitete i preselio se u smjeru mrežne producentske kuće koji je za objavljivanje izdanja svladao podzemni ("underground") hardcore i breakcore objavljene u MP3 i WAV formatu. Svrha ovog je promicanje lokalnih talenata na lokalnoj i globalnoj razini. Kako god bilo, producentska kuća ostaje mrežnom producentskom kućom ili kreće u objavljivanju materijalnih formata, još uvijek se ne zna.

## Članovi pokreta
Uz nadimke finskih članova, nalazi se i njihov položaj u pokretu.

### Finski članovi
- Abandoned Soul (Producent)
- AM/PM Programme (Producent)
- ázwb (Producent)
- Bedlam (DJ)
- dOob (Producent)
- DoomsDay Sounds (Producent/uživo/DJ)
- Headache (Producent)
- Input C/Reiko (Producent/DJ)
- Instant Chaos (Producent)
- JAMQPA (Producent/uživo)
- Mornaor (DJ)
- Noison (Producent/DJ)
- Obakemono/Rhythmic Disorder (Producent)
- OrZo (DJ)
- RK (Producent/uživo)
- RujoNic (DJ)
- Shatterling (Producent/uživo/DJ)
- Skelic (Producent)
- Valovoima (Producent/uživo)
- Zutsuu (prije "Zutsuu Masta") (Producent/uživo/DJ)